# Brennen (Spirituosen)

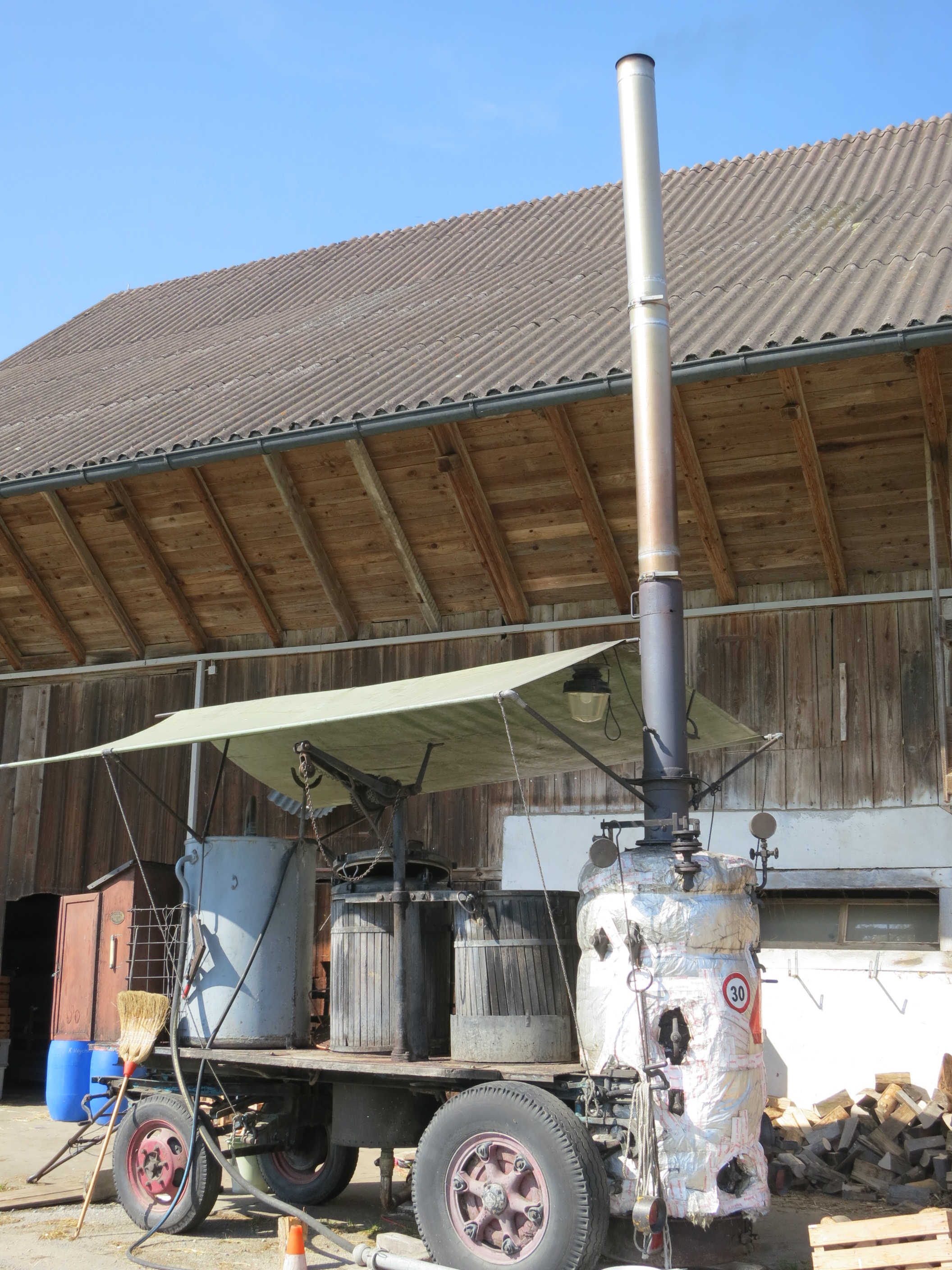
Störbrenner mit mobiler Schnapsbrennerei: (von rechts nach links) Dampfkessel, zwei Brennhäfen, Gegenstromkühler

Das Abtrennen von Alkohol zu Genusszwecken aus einer Maische durch Destillation bezeichnet man als Brennen und das Produkt häufig als Brand. Im Gegensatz zur Destillation im Kontext mit der Isolierung und Reinigung von Chemikalien ist hierbei nicht die Gewinnung eines möglichst reinen Stoffs das Ziel, sondern die Gewinnung einer wohlschmeckenden Lösung aus Alkohol, Wasser und Aromastoffen.

## Geschichte
Man vermutet, dass die Destillation von Wein zur Herstellung hochprozentiger Branntweine in größerem Maßstab zuerst um etwa 1000 n. Chr. im Byzantinischen Reich betrieben wurde. Die Alchemisten des Mittelalters verbesserten die Kühlleistung der verwendeten Apparaturen und damit die Ausbeute, indem sie sehr lange Kühlrohre verwendeten. Die damit erzielten Alkoholprodukte wurden aqua ardens, „brennendes Wasser“ (vgl. Feuerwasser), genannt; sie enthielten immer noch hohe Wasseranteile.
Später gelang es, durch wiederholtes Destillieren Alkohol in höheren Konzentrationen herzustellen. Der erste Beleg hierzu findet sich im 13. Jahrhundert in der Schrift De virtutibus aquae vitae („Von den Tugenden des Lebenswassers“) des Florentiner Arztes und Gelehrten Taddeo Alderotti, der die hierzu notwendige Methode sehr eingehend beschreibt: „Destilliere, bis du die halbe Menge des eingefüllten Weines aufgefangen hast. Was im Kolben verblieben ist, nimm weg. Das Destillat aber destilliere nochmals und fange davon 7/10 auf, den Rest entferne wiederum aus dem Kolben, das Destillierte destilliere abermals und fange davon 5/7 auf. Das erste Drittel des Destillates ist das beste und brennt, das zweite Drittel taugt weniger, das dritte noch weniger und der Rückstand im Kolben gar nichts“.
Nach sieben derartigen Destillationen heißt das Wasser perfecta und nach zehn Destillationen perfectissima. Da diese mühselige Prozedur sehr kostspielig war, begnügte man sich in der Regel mit der viermaligen Destillation. In der darauffolgenden Zeit wurden von mehreren Praktikern der Alchemie auf dieselbe Art und Weise das aqua ignea rectificata (gereinigtes Feuerwasser) und letztlich das aqua vitae rectificata (gereinigtes Lebenswasser), das allein für medizinische Zwecke brauchbar ist, hergestellt.
Da Alkohol im Ruf stand, gegen die Pest zu helfen, bemühte sich nach dem großen Pestausbruch zwischen 1347 und 1350 jeder nach besten Kräften, das Wunderwasser auf eigene Faust herzustellen; dies häufig nicht nur aus medizinischen Gründen, sondern auch zum Vergnügen. So sahen sich im ausgehenden Mittelalter viele Länder und Reichsstädte gezwungen, Gesetze gegen die Trunksucht zu erlassen.
Der Straßburger Arzt Hieronymus Brunschwig (1450 bis 1513) verfasste zahlreiche Destillationsbücher, wie das sogenannte „Große Destillierbuch“ aus dem Jahre 1512, ein umfangreiches Werk von mehr als 600 Seiten. Es enthält Rezepte zur Herstellung pflanzlicher Extrakte sowie Vorschriften zur Anwendung im Krankheitsfalle und Abbildungen von Destillationsapparaten.
Ein Vertreter des Schrifttums zur Alkoholdestillation bzw. zur Branntweinherstellung des Spätmittelalters war Gabriel von Lebenstein.
Im alten China wurde der Branntwein Shao chiu hergestellt.
Etwa seit dem 15. Jahrhundert begann in den meisten europäischen Ländern eine gewerbsmäßige Herstellung häufig lokalcharakteristischer destillierter Getränke. So wurde 1411 in Südfrankreich das „brennende Wasser“ aus Wein gebrannt: der heute noch geschätzte Armagnac, benannt nach der dortigen Landschaft. Etwa ein Jahrhundert später begann man in Caen und anderen Städten der Normandie aus vergorenem Apfelsaft den Calvados zu destillieren. Anfang des 16. Jahrhunderts wurde schließlich im kleinen Städtchen Cognac im Südwesten Frankreichs der gleichnamige Weinbrand hoher Qualität erzeugt, der heute noch weltberühmt ist. Einer der Begründer der holländischen Alkoholindustrie war Lucas Bols, der 1575 am Stadtrand von Amsterdam die erste mit Torf beheizte Destillierblase aufstellte und damit den Grundstein für den Genever legte, aus dem wiederum zwei Jahrhunderte später in London der Gin hervorging.
Man konzentrierte sich im Weiteren auf die immer präzisere Trennung der verschiedenen Stoffe durch mehrstufige Reaktoren, die Entfernung unerwünschter Bestandteile wie Fuselöle und der Entwicklung großindustrieller Verfahren, wie die fortlaufenden Destillationsverfahren.

## Grundlagen

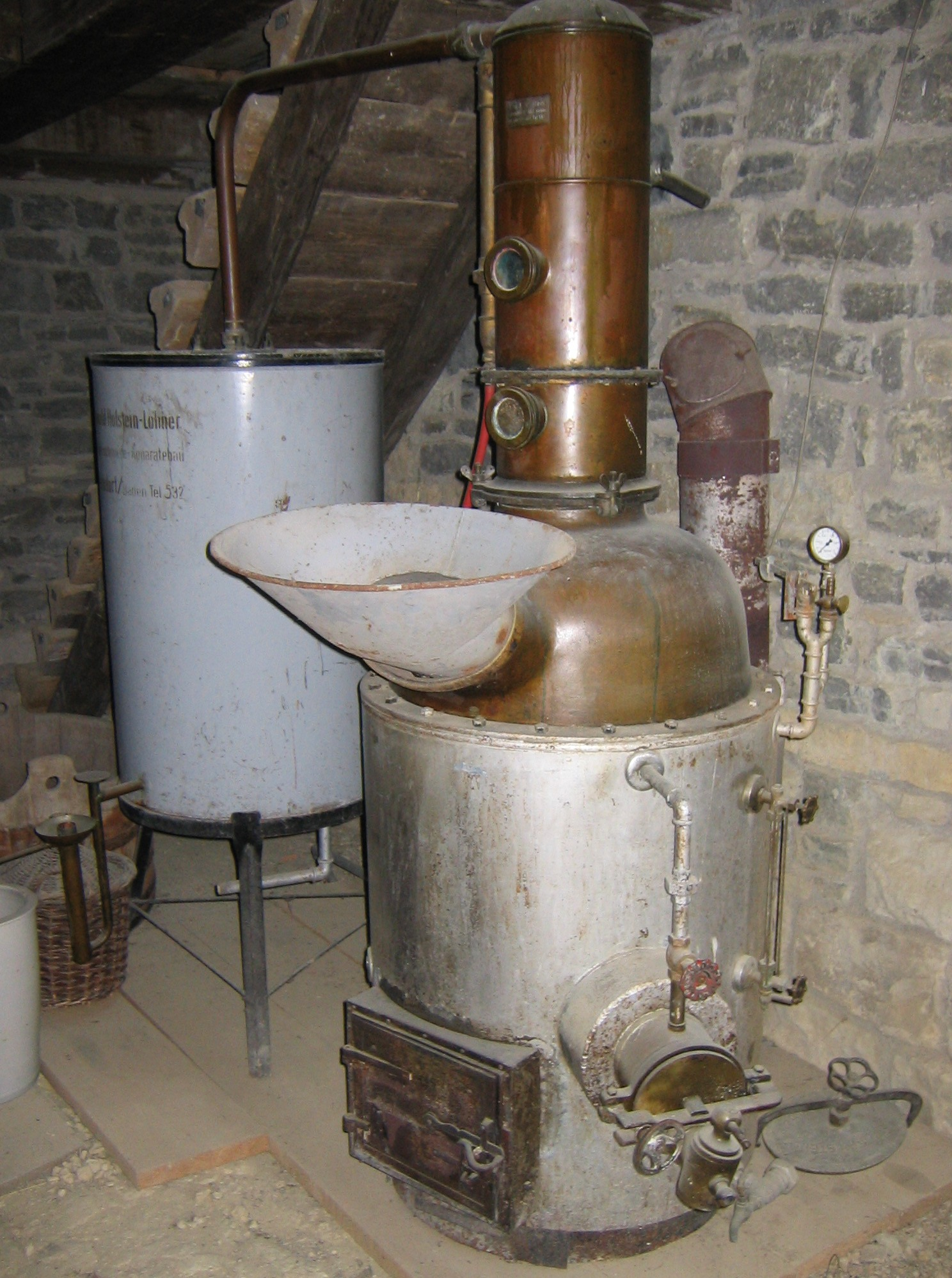
Schnapsbrennkessel

Maische enthält ca. 3 bis 12 Vol.-% Alkohol (mit modernen Hefekulturen auch bis zu 20 Vol.-%), weitere Bestandteile sind Aldehyde, Ester, höhere Alkohole von Fuselölcharakter und flüchtige organische Säuren wie Essigsäure. Diese sind wichtige Aromakomponenten für Obstbrände.
Die Destillation einer vergorenen Maische soll den enthaltenen Alkohol Ethanol weitgehend abtrennen und konzentrieren. Typische, wertbestimmende Aromakomponenten flüchtiger Natur sollen mit in das Destillat überführt werden, während qualitätsmindernde Nebenbestandteile der alkoholischen Gärung oder unerwünschte Stoffwechselprodukte von Mikroorganismen möglichst im Destillatrückstand, der Schlempe, verbleiben sollen. Die Schlempe kann als Viehfutter, Dünger oder in Biogasanlagen verwendet werden.
Die Bestandteile einer Maische lassen sich ganz grob in flüchtige und nichtflüchtige Stoffe einteilen:
- Nichtflüchtige Maischestoffe sind solche, die während einer Destillation nicht dampfförmig werden. Zu ihnen gehören alle festen Maischebestandteile, wie Kerne, Schalen, Fruchtfleischreste, Hefezellen und andere Mikroorganismen.
- Flüssige oder gelöste Stoffe sind Nebenprodukte der alkoholischen Gärung wie Glycerin und Bernsteinsäure, unerwünschte Produkte der Hefe (Eiweiß, Aminosäuren), unerwünschte Inhaltsstoffe des Obstes wie nichtflüchtige Fruchtsäuren, Pektine, Mineralstoffe, phenolische Stoffe, Farbstoffe usw.
- Flüchtige Bestandteile gehen beim Erhitzen in den dampfförmigen Zustand über und bilden das Destillat. Es lässt sich in drei Fraktionen (Abschnitte) einteilen:
  - Zuerst verdampfen leicht flüchtige Stoffe wie Acetaldehyd, der giftige Alkohol Methanol[5]  und niedrig siedende Ester. Diese erste Fraktion bildet den ungenießbaren Vorlauf.
  - Danach folgt der hochwertige Mittellauf, auch „Herzstück“ genannt, aus dem die Spirituose gewonnen wird.
  - Abschließend folgt der höhersiedende Nachlauf, den die Fuselöle kennzeichnen. Die Destillation kann beim Erreichen dieser Fraktion abgebrochen werden, um Brennstoff zu sparen.

## Destillationsverfahren
Es gibt zwei unterschiedliche Hauptarten der Destillation, die kontinuierliche und die diskontinuierliche Destillation.

### Kontinuierliches Brennen
Beim kontinuierlichen Brennen wird der Alkohol aus der mit Maische gefüllten Brennblase verdampft und in dem sich anschließenden Kühler kondensiert. Der Brennvorgang wird ohne Unterbrechung durch kontinuierliche Zufuhr neuer Maische durchgeführt und ist für die Herstellung großer Mengen ökonomischer. Als Kühler wird zumeist eine Kolonne mit Glockenböden benutzt, die mit guter Trennleistung eine hohe Alkoholkonzentration im Destillat ermöglicht. Die kontinuierliche Destillation eignet sich besonders für die Herstellung von großen Mengen Agraralkohol.
Der Erfinder der Destillationskolonne ist der belgische Ingenieur Jean Baptiste Cellier-Blumenthal (1768–1840); er meldete dafür auch das Patent an.

#### Patentbrennverfahren
Das Patentbrennverfahren (engl. patent still distilling, continuous distilling (kontinuierliches Brennen), column still distilling (Säulenbrennverfahren) oder Coffey still distilling (Coffeybrennverfahren)) ist ein kontinuierlicher Brennvorgang nach Aeneas Coffey, der bei der Herstellung von Grain Whisky zum Einsatz kommt. Dabei werden gemälzte und ungemälzte Getreidesorten vermischt und daraus in einem relativ billigen und schnellen Verfahren Whisky produziert. Die Destillation erfolgt in einem Patent- oder Coffey-Destillationsgerät (wegen der Kupfersäulen auch Kolonnenapparat genannt), und das Destillat wird mit einem höheren Alkoholgehalt abgezogen.
Das Verfahren wurde vom Schotten Robert Stein erfunden und 1826 erprobt, in den folgenden Jahren durch den Iren Aeneas Coffey verbessert. Mit den Brennsäulen wird ein Destillat mit einem maximalen Alkoholgehalt von 94,8 Volumenprozent hergestellt, die durch kontinuierliches Brennen einen immensen Kostenvorteil erbringen.

### Diskontinuierliches Brennen
Beim diskontinuierlichen Brennen wird die Maische portionsweise in die Brennblase gefüllt und der Alkohol und die Aromen daraus abdestilliert.

#### Doppelbrand
Beim Doppelbrand werden zwei, teils auch drei komplette Brenndurchgänge durchlaufen. Zuerst wird beim Roh- oder Raubrand (veraltet: Rauhbrand) der gesamte Alkohol aus der Maische gewonnen. Beim zweiten, entscheidenden Brennen, dem Feinbrand, wird der Raubrand, bestehend aus Wasser, etwa 25 bis 35 Vol.-% Alkohol, Aromen und Fuselöl zum zweiten Mal destilliert. Hierbei werden durch langsame Temperaturerhöhung drei Fraktionen gewonnen:
- Der bei niedriger Temperatur siedende Vorlauf enthält unerwünschte und teilweise giftige Inhaltsstoffe wie beispielsweise Methanol, Aceton und Acetaldehyd. Eine vollständige Abtrennung des Methanols ist in den üblicherweise verwendeten Brennanlagen nicht möglich. Aus diesem Grund kann und darf nach Verordnung (EG) Nr. 110/2008 (Spirituosenverordnung) beispielsweise ein Williamsbirnenbrand bis zu 13,5 g Methanol pro Liter reinem Alkohol enthalten.[6][7] Dies entspricht bei einem Ethanolgehalt von 40 Vol.-% einem Gehalt von etwa 5,4 g Methanol pro Liter Williamsbirnenbrand.[5] Vergiftungen mit Methanol sind im Wesentlichen auf das Panschen von Spirituosen mit Methanol zurückzuführen.[8][9][10]
- Bei höherer Temperatur siedet der wertvolle Mittellauf mit Ethanol, Wasser und den Aromastoffen. Der Mittellauf beginnt mit 70 bis 80 Vol.-% Alkohol und sinkt mit dem Brennverlauf langsam ab. Das Ende des Feinbrandes ist bei Kernobst zwischen 45 und 50 %, bei Steinobst bei 50 bis 55 Vol.-% Alkohol erreicht.
- Bei weiterer Erhöhung der Siedetemperatur fällt der höher siedende Nachlauf mit den Fuselalkoholen Propanol, Butanol, Hexanol, Isoamylalkohol, Isobutylalkohol oder Pentanol an. Der Nachlauf ist der Anteil, der unter 45 % abläuft.

Zur Erzeugung hochwertigen Feinbrandes ist es wichtig, dass langsam angeheizt wird, damit die leicht flüchtigen unerwünschten Stoffe im Vorlauf abgeschieden werden. Wird zu stark angeheizt, gehen mit den unerwünschten leicht flüchtigen Stoffen auch die vollwertigen fruchtigen Aromastoffe in den unbrauchbaren Vorlauf und sind somit verloren. Aus 100 Liter Raubrand erhält man 25 bis 35 Liter Feinbrand.

#### Einfacher Brand
Beim einfachen Brennen ist der Ausgangsstoff immer die Maische selbst. Die Vorgangsweise entspricht der des Feinbrandes beim Doppelbrand, der Alkoholgehalt im Destillat ist niedriger, der Aromagehalt jedoch hoch. Mit Hilfe einer Rektifikationskolonne kann man aber auch beim Einfachbrand bereits hochprozentige Alkohole gewinnen.
Durch Erhöhung der Zuckerkonzentration in der Maische kann unter Verwendung alkoholresistenter Hefen eine hochprozentige Maische (bis 20 Vol.-% Alkohol) gewonnen werden, was mit einfachem Brand die Herstellung von Edelbrand mit über 40 Vol.-% Alkohol erlaubt.

#### Pot-Still-Verfahren

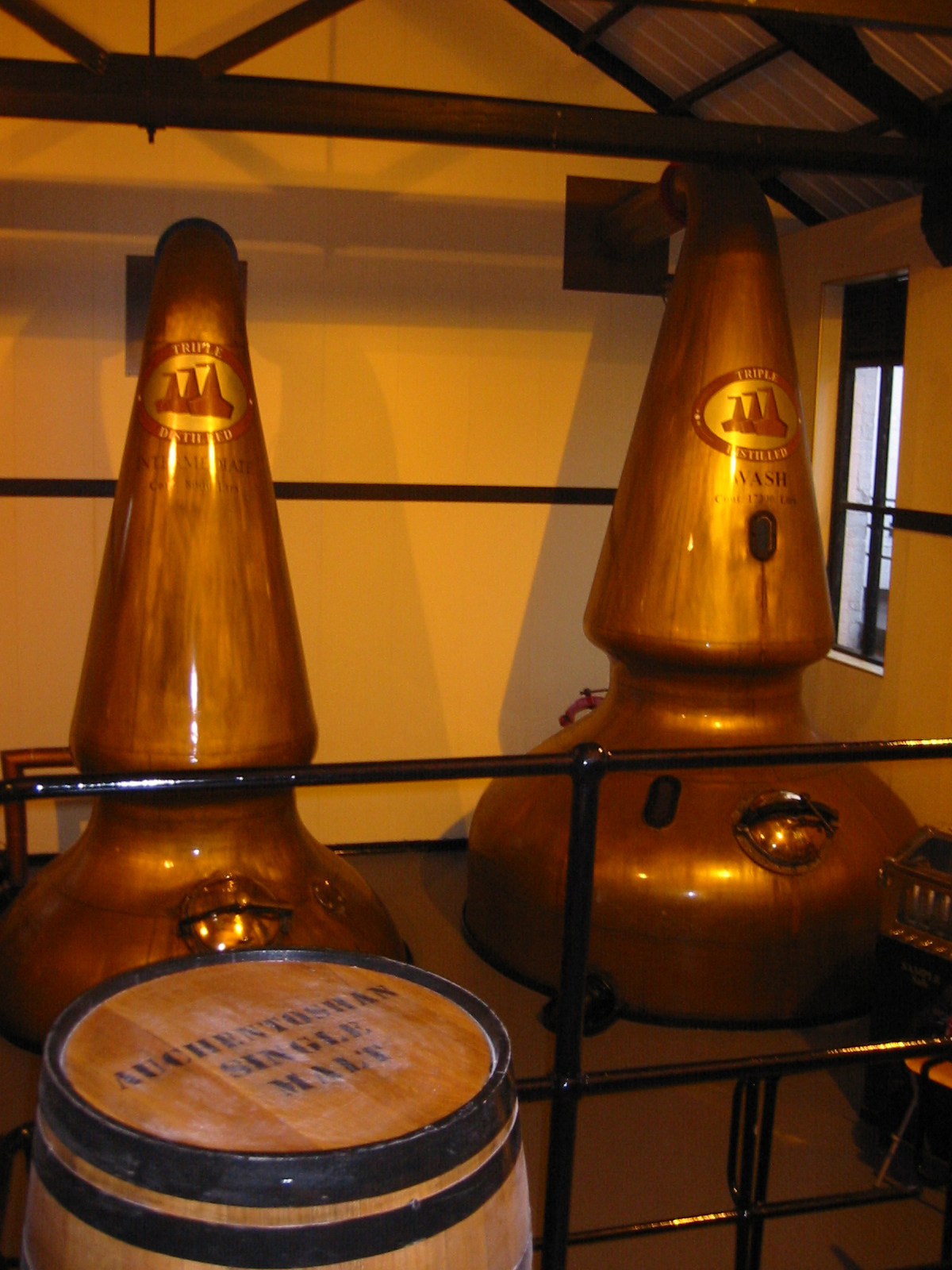
Destillationapparate in der Brennerei Auchentoshan

Zur Herstellung von schottischem Malt-Whisky, irischem Pot-Still-Whiskey und Bourbon Whiskey kleinerer Brennereien wird die Maische zwei- bzw. dreimal in Brennblasen aus Kupfer destilliert, die nach oben hin in einem Schwanenhals (swan neck) auslaufen. Der erste Brennvorgang findet in der sogenannten Wash oder Wine Still statt, danach hat die Flüssigkeit einen Alkoholgehalt von 20 bis 26 Volumenprozent. Nach dem zweiten Brennprozess in der Spirit Still erreicht das Destillat einen Alkoholgehalt von 60 bis 75 Volumenprozent. Versuche, das Kupfer durch preiswertere, leichter zu verarbeitende und weniger korrosionsanfällige Metalle zu ersetzen, sind bisher allesamt am ungenügenden Geschmack des darin erzeugten Whiskys gescheitert. Allerdings beeinträchtigt nicht nur das verwendete Material, sondern auch die Form der Brennblasen den Geschmack des Whiskys. Das Brennen in Brennblasen erfolgt diskontinuierlich, da immer nur eine Charge verarbeitet werden kann.
Das Pot-Still-Verfahren wird normalerweise nicht bei der Massenproduktion angewendet, da es recht aufwändig ist. Nach jedem Brennvorgang muss die Brennblase rückstandslos gereinigt werden.

### Mischformen

#### Lomond-Still-Verfahren
Nicht durchsetzen konnte sich die 1955 von Alistair Cunningham und Arthur Warren entwickelte Lomond still, die eine Art Mischform aus pot still und column still mit einer zylindrischen Form und beweglichen Kupferplatten im Inneren darstellt. Durch die Kupferplatten konnte der Rückfluss reguliert werden, allerdings mussten diese auch regelmäßig gereinigt werden, was sehr aufwendig war. Sie wurde in mehreren Brennereien verwendet und kam zuletzt nur noch bei Bruichladdich und Scapa – ohne die Kupferplatten – zum Einsatz. Dann wurden in der neuen Brennerei InchDairnie 2015 neue Lomond-Stills aufgestellt, die mit Beginn des Betriebs seit 2016 in experimentellen Versuchen zum Einsatz kommen.

## Brenntechnik für diskontinuierliches Brennen

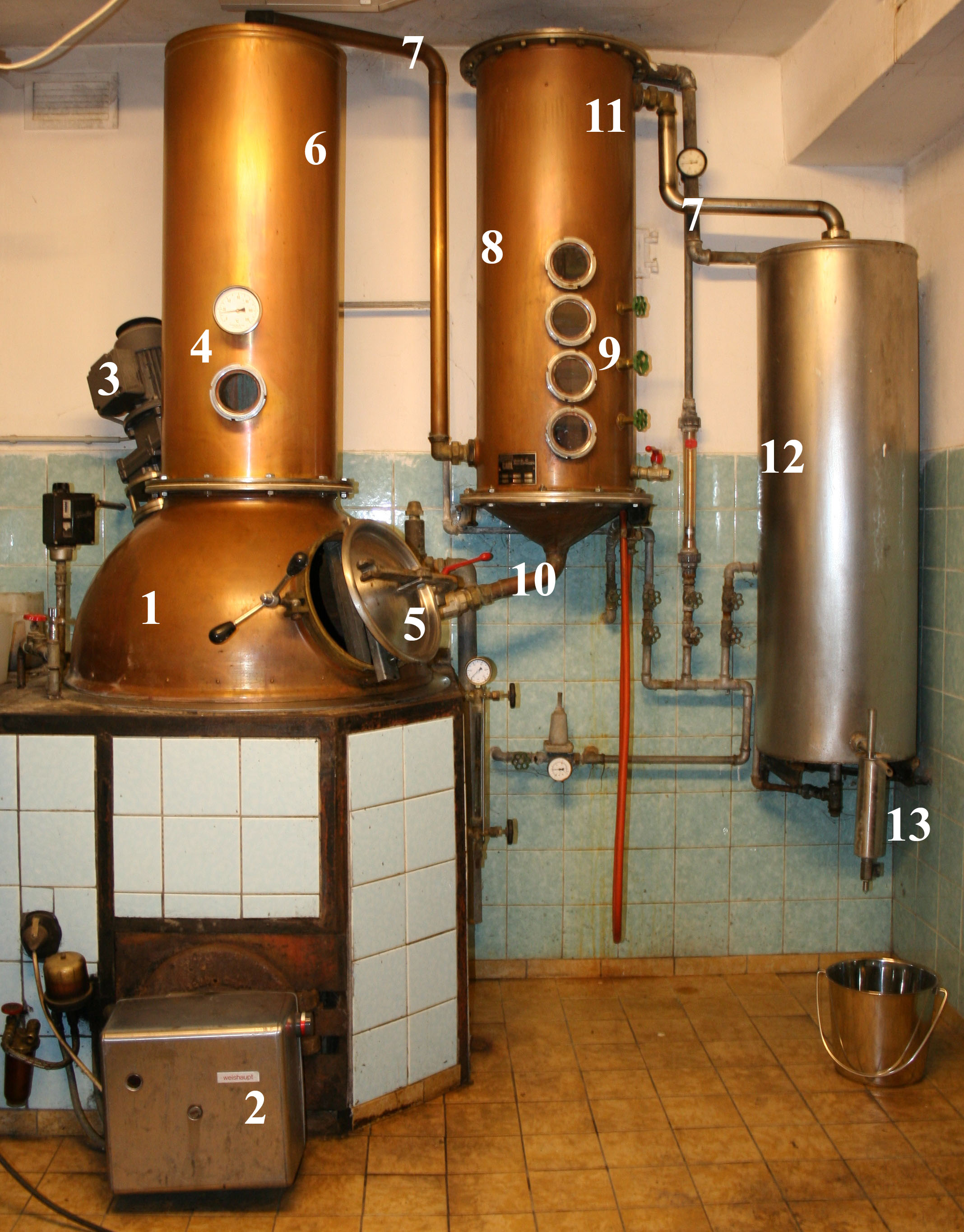
Brennanlage:
1 Brennblase
2 Befeuerung
3 Rührwerk
4 Schauglas + Thermometer
5 Öffnung zur Befüllung
6 Geisthelm
7 Geistrohr
8 Kolonne
9 Glockenböden mit Schaugläsern
10 Überlauf
11 Dephlegmator
12 Kühler
13 Vorlage

### Brennblase
Die Brennblase ist ein beheizbarer Kessel, in dem die Maische erhitzt wird, um die leicht flüchtigen Inhaltsstoffe zu verdampfen.

#### Befeuerung
Die bei der Destillation benötigte Wärme kann unterschiedlich erzeugt und abgegeben werden:
- Direkte Befeuerung: Die Brennblase wird unmittelbar vom Brenner beheizt.
- Indirekte Befeuerung: Die Wärmezufuhr erfolgt über ein Wasserbad oder mit Wasserdampf. So wird die Wärme gleichmäßiger verteilt, was ein Anbrennen der Maische verhindert.

Als Brennstoff dient meist Erdgas oder Heizöl. Elektroheizungen werden aus Kostengründen selten verwendet. Holzheizungen sind schlecht regulierbar und finden sich daher nur noch in alten Brennereien.
Um Wärmeverluste zu minimieren, ist die Brennblase meist eingemauert oder anderweitig isoliert.

#### Rührwerk

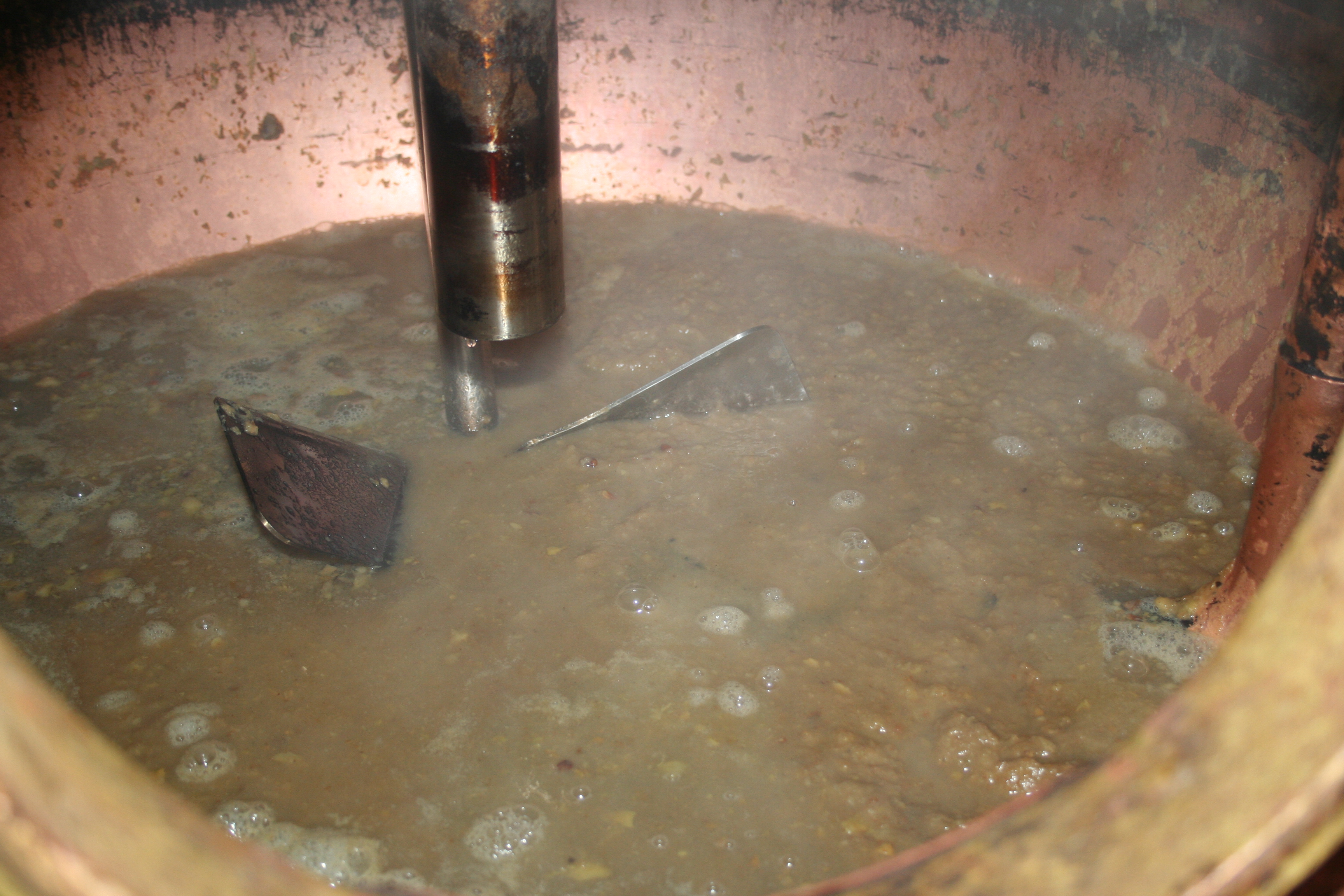
Brennblase mit Maische und Rührwerk

Ein optionales Rührwerk durchmischt die Maische und sorgt für eine gleichmäßigere Wärmeverteilung. Das verbessert die Trennleistung, da die charakteristischen Komponenten der jeweiligen Fraktion gleichzeitig verdampfen (und nicht in die folgende verschleppt werden) und verhindert das Anbrennen der Maische.

#### Befüllung und Entleerung
Über eine Einfüllöffnung oder einen Rohranschluss wird die Maische in die Brennblase gepumpt. Nach dem Brennen wird die Brennblase durch eine Klappe entleert.

### Geisthelm und Geistrohr
Der Geisthelm ist zylinderförmig oder kugelig geweitet und liegt oberhalb der Brennblase. In ihm sammeln sich die Alkoholdämpfe und werden über das Geistrohr in die Verstärkereinheit geleitet.

### Verstärkereinheit
Die Verstärkereinheit wird nur beim einfachen Brand benutzt und besteht aus zwei funktionellen Bauteilen. Sie ist neben, in hohen Räumen auch über der Brennblase angeordnet. Sie dient dem Kondensieren des Wassers aus den Alkoholdämpfen, der Alkoholgehalt wird entsprechend erhöht. Damit kann in einem Brennvorgang ein Destillat mit hohem Alkoholgehalt gewonnen werden, was sonst nur mit zwei- oder dreimaligem Brennen möglich ist. Die Wirtschaftlichkeit der Brennerei wird so deutlich erhöht.

#### Rektifikationskolonne
Eine Kolonne von meist drei Glockenböden. Auf jedem Glockenboden kondensieren Wasser und Alkohol und bilden einen Flüssigkeitsspiegel. Durch diesen strömen permanent weitere heiße Alkohol- und Wasserdämpfe, aus denen vor allem das Wasser als höhersiedender Bestandteil im Flüssigkeitsspiegel kondensiert. Die Wasserdämpfe werden quasi ausgewaschen. Die durch die Kondensation frei werdende Wärme lässt wiederum Alkohol verdampfen. Der Flüssigkeitsspiegel steigt an, überschüssige Flüssigkeit wird durch einen Überlauf in den unterhalb liegenden Boden abgeleitet, vom untersten Boden wird sie mit einem hohen Wasseranteil und wenig Alkohol wieder in die Brennblase zurückgeführt. Den nächsten Glockenboden erreichen folglich Dämpfe mit einem höheren Gehalt an Alkohol und weniger an Wasser. So stellt sich auf jedem Boden ein eigenes Wasser-Alkohol-Mischungsverhältnis ein und Dämpfe mit hohem Alkoholgehalt erreichen den oberen Teil der Verstärkereinheit, den Dephlegmator.

#### Dephlegmator
Der Dephlegmator ist ein Kondensator, der eine weitere Aufkonzentrierung bewirkt. Der Kühlwasserdurchlauf wird idealerweise derart geregelt, dass die Temperatur über der Siedetemperatur des Alkohols, jedoch deutlich unter der des Wassers liegt. Alkoholdämpfe können so den Dephlegmator passieren, Wasser kondensiert und tropft zurück auf den Glockenboden, weniger Kühlung lässt mehr Wasser durch.
Viele Glockenböden und ein kalt eingestellter Dephlegmator bewirken zwar eine bessere Trennung von Wasser und Alkohol, allerdings werden dabei auch die Aromastoffe vom Destillat abgetrennt. Drei Böden haben sich dabei am besten bewährt und liefern mit dem Können des Brennmeisters beim Betrieb der Kühlung die besten Ergebnisse. Einzelne Glockenböden und der Dephlegmator können bei Bedarf auch abgeschaltet werden.

### Katalysator
Der Katalysator oder Cyanidabscheider entfernt Ethylcarbamat bzw. Blausäure aus dem Destillat. Diese Stoffe finden sich hauptsächlich in Steinobstmaischen, die Ausgangsstoffe sind in den Kernen enthalten. Der wirksame Bestandteil des Katalysators ist Kupfer, Brennblasen sind daher auch fast immer aus Kupfer oder Messing und nicht aus pflegeleichtem Edelstahl. In der Regel kann der Katalysator überbrückt werden, wenn er nicht benötigt wird, so bei Kernobstmaischen. Einfache Anlagen besitzen oft keinen Katalysator.

### Gegenstromkühler
Über ein weiteres Geistrohr tritt der heiße Destillatdampf oben in den Kühler ein, von unten wird kaltes Wasser in Kühlröhren im Gegenstrom geleitet. Das Kühlwasser nimmt die Wärme des Dampfes auf, dieser kondensiert und wird zum flüssigen Destillat. Es werden fast ausschließlich Röhrenkühler aus rostfreiem Edelstahl verwendet. Unten am Kühler befindet sich die Vorlage, ein kleiner, länglicher Behälter mit Überlauf. Im sich hier sammelnden Destillat schwimmt ein Alkoholmeter zur Bestimmung des Alkoholgehalts. Dieser ist entscheidend für den richtigen Zeitpunkt zur Abtrennung von Vor-, Mittel- und Nachlauf.
Bei einer Verschlussbrennerei fließt das Destillat durch eine spezielle Messuhr, den Weingeistzähler, der Menge und Alkoholgehalt zur Kontrolle durch die Zollbehörden erfasst.

## Weiterverarbeitung des Destillats

### Lagerung

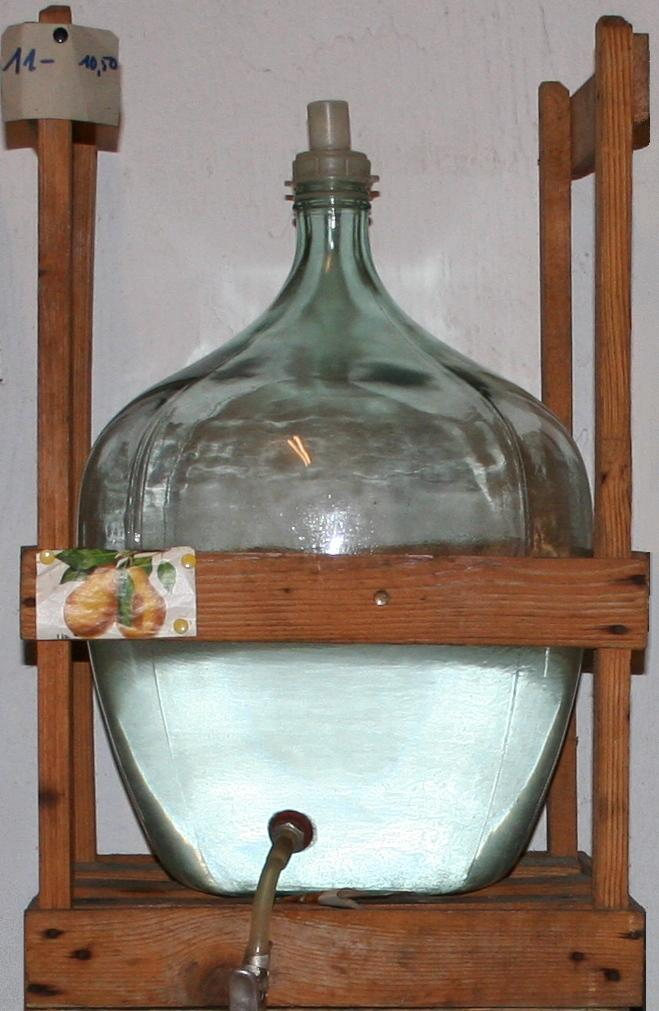
Glasballon im Holzverschlag, durch den Auslauf auch zur Abfüllung von Hand geeignet

Eine wichtige Rolle bei der Verstärkung und Neubildung von Aromastoffen im Zuge der Lagerung kommt der Anwesenheit von Luftsauerstoff zu. Es bilden sich neue Aromastoffe, die Spirituose wird milder, runder, harmonischer und somit geschmacklich erheblich verbessert. Wichtige chemische Umsetzungen, die Reifungsvorgänge begünstigen, sind Veresterungen und Acetalisierungen. Bei der Esterbindung verbinden sich Fruchtsäuren und Alkohole, auch Fuselalkohole, unter Wasseraustritt zu verschiedenartigen aromatischen Substanzen. Acetale entstehen demgegenüber aus der Verbindung von Alkoholen mit Aldehyden, wobei ebenfalls Wasser abgespalten wird. Besonders im Hinblick darauf, dass durch diese Reaktion dem unangenehmen Acetaldehyd viel von seiner Wirkung genommen wird, kommt der Acetalisierung eine beträchtliche aromaverbessernde Wirkung zu. Die Reifungsvorgänge vollziehen sich sowohl in hochprozentigen als auch in verdünnten Destillaten. Es ist deshalb nicht erforderlich, Destillate vor der Lagerung mit Wasser auf niedrigere Alkoholkonzentration herabzusetzen.
Die Lagerung ist bei einigen Spirituosen wie Whisky oder Weinbrand einer der wichtigsten Schritte. Als Lagerbehältnis dienen Holzfässer, die oft zuvor verschiedenartig behandelt wurden. Während einer Lagerdauer von wenigen Jahren nimmt die Spirituose Farbe und Geschmack des Fasses an, durch die Poren im Fass kann Luft eintreten. Obstbrände werden meist in Edelstahl-, Glas- oder glasierten Steingutbehältern bis zu einem Jahr gelagert. Das Steingut kann ebenso wie Holz atmen, Stahltanks und Glasballons werden oft nur zu drei Vierteln gefüllt, um Reaktionsfläche für die Luft zu schaffen. Großtechnisch ist Edelstahl das meist benutzte Lagermaterial.
Über die Lagertemperatur können schwerlich allgemeine Angaben gemacht werden, da für bestimmte Sorten konstante Temperaturen bevorzugt werden, in anderen Fällen starke Temperaturschwankungen erwünscht sind.

### Verdünnen auf Trinkstärke

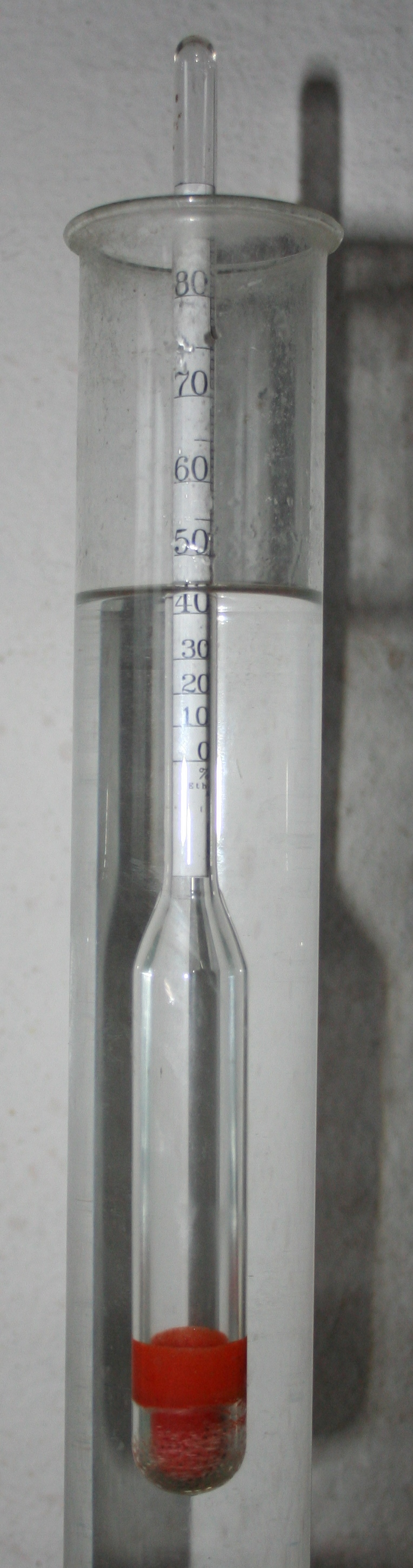
Destillatprobe mit 44 Vol.-%

Das noch unverdünnte Destillat hat einen Alkoholgehalt von 60 Vol.-% oder mehr und ist somit meist ungenießbar (siehe aber Cask Strength Fassstärke). Dieses wird mit Trinkwasser, das oft bezüglich der enthaltenen Mineralstoffe aufbereitet ist, auf Trinkstärke herabgesetzt. Würde man Leitungswasser zusetzen, wäre das Destillat sofort leicht trüb. Der Alkohol hebt das Löseverhalten der Wasserinhaltsstoffe auf und lässt sie ausflocken. Die genussfähige Spirituose hat meist zwischen 37,5 Volumenprozent und 40 Vol.-%, der Alkoholgehalt ist oft historisch bedingt oder durch gesetzliche Hintergründe (für gesetzlich geschützte Herkunftsbezeichnungen) festgelegt. Bei starken (also hochprozentigen) Spirituosen kann der Alkohol zu scharf oder dominant wirken; dies hat oft zur Folge, dass die wertvollen Aromen überdeckt werden. Bei niedrigerem Alkoholgehalt schmecken die Spirituosen vielfach leer, fad oder sogar klebrig. Das Einstellen des Alkoholgehalts muss sehr exakt geschehen, da gesetzlich nur sehr geringe Abweichungen toleriert werden, maximal 0,3 Vol.-% absolut. Der Alkoholanteil wird indirekt über die Dichte mit einem Alkoholmeter gemessen, sie ist abhängig vom Verhältnis Wasser zu Alkohol und der Temperatur. Beim Verdünnen helfen amtliche Tabellen, die für die gemessenen Werte Alkoholgehalt und Temperatur den Alkoholanteil bei einer Normtemperatur von 20 °C ebenso angeben wie die entsprechend benötigte Menge Wasser. Verdünnte Destillate werden häufig auch Edelbrände genannt.
Neben Wasser können dem Endprodukt in einigen Ländern (z. B. Italien) noch weitere Zutaten wie Zucker und Aromen zugegeben sein.

### Filtrierung
Wird der Alkoholgehalt durch die Zugabe von Wasser hinreichend stark gesenkt, bilden sich schlagartig winzige Öltröpfchen, es entsteht eine Öl-in-Wasser-Emulsion. An den Grenzflächen zwischen Wasser und Öltröpfchen wird das Licht gestreut (Tyndall-Effekt), was die milchig-weiße Trübung hervorruft. Die Färbung beruht also nicht auf einer chemischen Reaktion, bei der sich eine weißliche Substanz gebildet hätte, sondern ist physikalischer Natur (Louche-Effekt).
Diese Trübungen hängen stark von den Inhaltsstoffen des Destillats ab und werden abschließend herausfiltriert. Besonders in gekühltem Zustand fallen viele trübende Substanzen aus und optisch unschön ins Auge. Daher wird die Filtration auch bei Temperaturen um den Gefrierpunkt mittels Mikrofilter durchgeführt, so dass beim Verbraucher auch eine im Kühlschrank gelagerte Spirituose stets klar bleibt. Allerdings bewirkt eine starke Kühlung beim Genuss, dass die Aromen nicht klar zur Geltung kommen und der volle Geschmack sich nicht entfalten kann. Qualitativ minderwertige Produkte profitieren jedoch von der Kühlung, da schlecht schmeckende Fuselöle, soweit vorhanden, nur wenig durchschmecken. Daher sollten die meisten Spirituosen, die pur getrunken werden, nicht aus dem Kühlschrank genossen werden. Beim sehr neutral schmeckenden Wodka ist hingegen üblich, ihn eiskalt zu trinken.

## Rechtliches

### Deutschland
Die Herstellung von Branntwein (Brennen) und Verarbeitung unterlag bis 2017 dem Branntweinmonopol. Die Aufsicht wurde von der Zollverwaltung wahrgenommen. Ab dem 1. Januar 2018 richten sich Besteuerung und sonstige Pflichten nach dem Alkoholsteuergesetz, das das Branntweinmonopolgesetz ablöst.

### Österreich
Nach dem Alkoholsteuergesetz (Bundesgesetz über eine Verbrauchsteuer auf Alkohol und alkoholhaltige Waren) unterliegen Alkohol und alkoholhaltige Waren (Erzeugnisse), die in Österreich (ausgenommen das Gebiet der Ortsgemeinden Jungholz in Tirol und Mittelberg in Vorarlberg) hergestellt oder dorthin eingebracht werden, der Alkoholsteuer. Auch die Herstellung zum eigenen Gebrauch aus selbstgewonnenen alkoholbildenden Stoffen unterliegt – als Herstellung unter Abfindung (§ 55 Alkoholsteuergesetz) – der Steuerpflicht (mit ermäßigtem Steuersatz von EUR 6,48 pro Liter) und ist als solche zu beantragen (Abfindungsmeldung), was auch online geschehen kann.

### Schweiz
In der Schweiz gilt das Bundesgesetz über die gebrannten Wasser (Alkoholgesetz, SR 680). Zum Herstellen oder Handeln von Spirituosen (gebrannten Wasser) benötigt man eine Konzession der Eidgenössischen Alkoholverwaltung EAV. Die Bauern haben je nach Größe und Art des Betriebes Anspruch auf ein steuerfreies Kontingent Alkohol. Der Ertrag muss mit der EAV genau abgerechnet werden.
Der traditionelle „Störbrenner“ reist mit seiner fahrbaren Brennerei von Januar bis März den Bauernhöfen nach. Die Brennerei besteht aus einem mit dem Holz der Bauern angefeuerten Dampfkessel, zwei bis drei Brennhäfen (Druck 5 bar), der Rektifikationskolonne und dem Gegenstromkühler. Die Bauern bringen ihre Fässer mit den vergorenen Früchten, der Maische. Äpfel, Birnen und Quitten werden zuerst gebrannt, darauf folgen die Kirschen und am Schluss das übrige Steinobst. Das Aroma des gebrannten Schnapses hängt größtenteils von der Qualität der angelieferten Ware ab.